# ستراين
ستراين Strijen  هي مدينة وبلدية غرب هولندا، في مقاطعة جنوب هولندا.

## طوبوغرافيا
خريطة طوبوغرافية هولندية لبلدية ستراين، يونيو 2015، (تقرأ بعد ثلاث نقرات على الخريطة).

## أعلام
- أنطون كربيجن